# بين كيلي
بين كيلي (بالإنجليزية: Ben Kelly)‏ هو لاعب كرة القدم الكندية أمريكي، ولد في 15 سبتمبر 1978 في كليفلاند في الولايات المتحدة.

## وصلات خارجية
- بين كيلي على موقع مرجع كرة القدم المحترفة.كوم (الإنجليزية)